# Alberto Warnken
Alberto Warnken Benavente (Santiago, 2 de septiembre de 1889-14 de septiembre de 1944) fue un atleta, árbitro de fútbol, periodista y dirigente deportivo chileno. Fue el primer árbitro de dicha nacionalidad en dirigir en una Copa Mundial de Fútbol.

## Carrera deportiva

### Atleta
Warnken fue atleta, especializado en el lanzamiento de disco. Formó parte de la delegación chilena que participó en el primer Campeonato Sudamericano de Atletismo, realizado en 1919 en Montevideo, Uruguay. Logró la medalla de oro en su especialidad, al realizar una marca de 35,80 metros.

### Árbitro de fútbol
Fue uno de los árbitros oficiales en la Copa Mundial de Fútbol de 1930, realizada en Montevideo, Uruguay. En la cita mundialista, dirigió un partido (Rumania-Perú) y fue asistente en otros cuatro (Yugoslavia-Bolivia, Uruguay-Rumania, Estados Unidos-Bélgica y Argentina-Estados Unidos).
En el partido de Rumania contra Perú expulsó al jugador peruano Plácido Galindo, convirtiéndose en el primer árbitro en imponer dicho castigo a un futbolista en una Copa Mundial. El momento fue relatado por la revista chilena Los Sports del siguiente modo:

Se produce un recio encontrón entre Galindo, capitán del equipo peruano, y el jugador rumano Desu, propinando Galindo un puntapié intencional a su adversario. El árbitro ordena la salida de la cancha al jugador peruano, que se resiste, lo que da motivo a una serie de desagradables incidentes y de los cuales el único culpable fue el referee por no haber prohibido desde las primeras acciones el juego brusco. En el peor de los casos, debieron salir de la cancha ambos jugadores.
Los Sports